# オランダ領インド

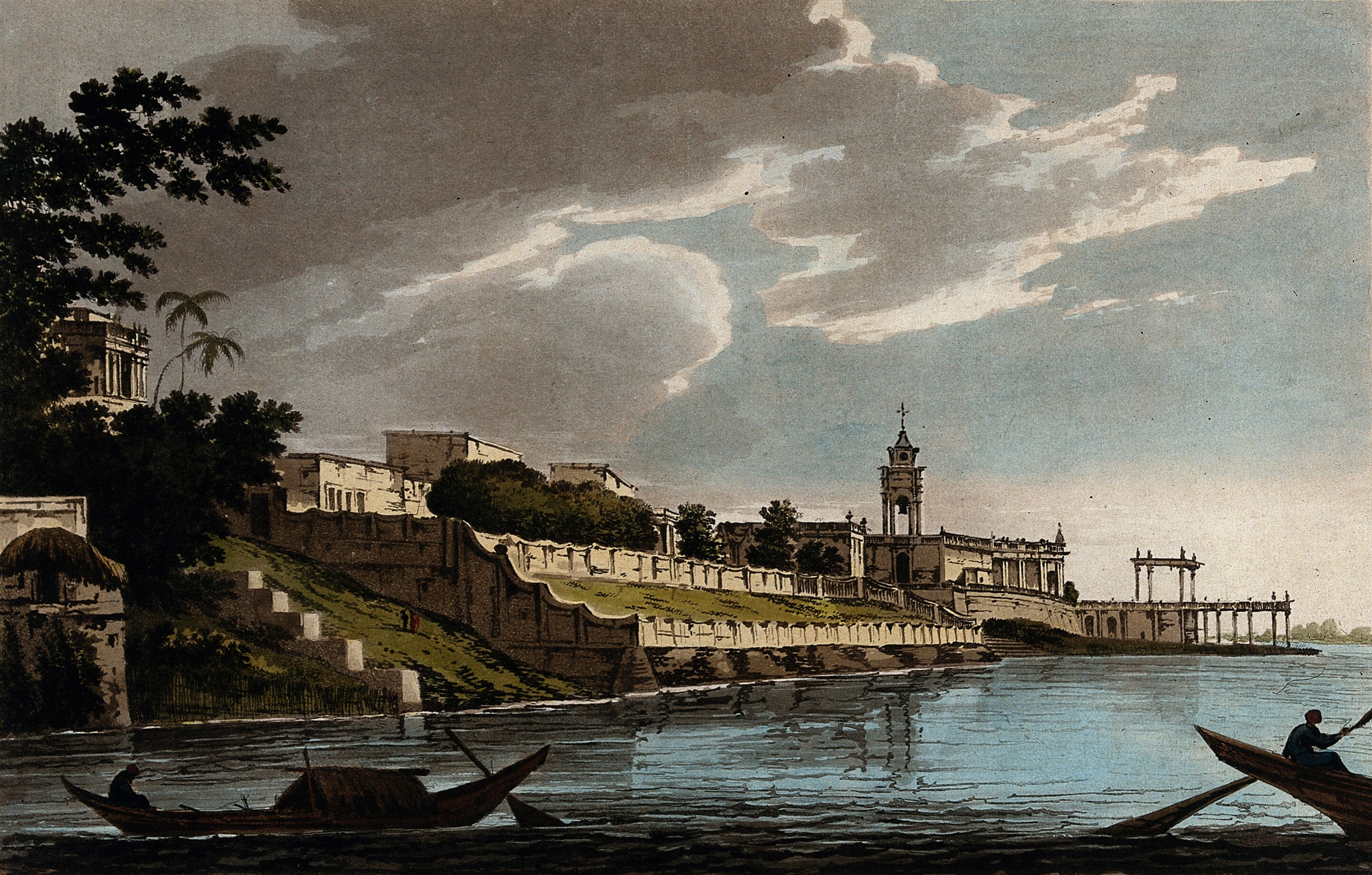
ベンガルのオランダ入植地、フーグリーの景観（1787年）

オランダ領インド（オランダ語: Nederlands Voor-Indië、直訳すると前インド）は、インド亜大陸に存在したオランダ東インド会社の入植地と交易所の総称である。そのすべてを一元的に管理する統括者や組織は存在しなかったため、地理的概念としてのみ使用される。オランダ領インドは別々の統治体からなり、総督（gouverneur）の治めるオランダ領セイロンとオランダ領コロマンデル、司令（commandeur）の治めるオランダ領マラバール、VOCの取締役（directeuren）が治めるオランダ領ベンガルとオランダ領スーラトからなる。
なお、オランダ語で単に「オランダ領インド（Nederlands-Indië）」と書くと、オランダ領東インド（現在のインドネシア。区別する場合は、後インドAchter-Indië、東インドOost-Indië等と表記）のことになる。

## 歴史
インド亜大陸でのオランダ領は1605年から1825年まで続いた。オランダ東インド会社の商人は、東インド諸島の香辛料と交換するための織物を探していたため、最初の拠点はオランダ領コロマンデル、プリカットに設立された。オランダ領スーラトとオランダ領ベンガルは、それぞれ1616年と1627年に設立された。オランダが1656年にポルトガル領セイロンを征服した後、5年後に、ポルトガル人の侵入からセイロンを守るために、マラバール海岸のポルトガル砦も占領した。
織物以外にオランダ領インドで取引されていた商品は、インド半島全域からの宝石、藍、絹、オランダ領ベンガルの硝石とアヘン、オランダ領マラバールのコショウなどがある。インド人の奴隷はモルッカ諸島とケープ植民地が輸入した。
18世紀の後半、オランダは影響力を失っていった。有名なコラッチャルの戦い（1741年）で、トラヴァンコール王マルタンダ・ヴァルマの軍隊がオランダ東インド会社を破り、マラバールでのオランダの権力は完全に覆された。フランス革命戦争中の1795年にウィレム5世が英国亡命中に発したキュー書簡は、オランダの植民地をイギリスに委譲させて、フランスに侵略されるのを防いだ。オランダ領コロマンデルとオランダ領ベンガルは、1814年のロンドン条約でオランダ統治に復したが、1824年の英蘭協約によって英領に戻った。条約の条文で、財産と施設のすべての譲渡は1825年3月1日に行われることになっていた。したがって、1825年半ばまでに、オランダはインド亜大陸での最後の拠点を失った。

## 貨幣

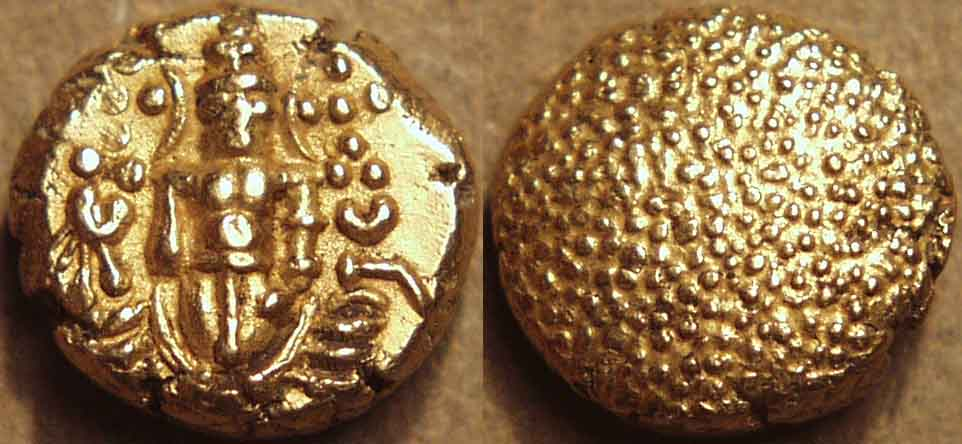
パゴダ金貨。ヴィシュヌ神の化身のヴェンカツワラ神をあしらい、プリカットの造幣所で作られた。17世紀～18世紀。

オランダ人がインドで商業的に活動していた時代、彼らはコーチン、マスリパトナム、ナーガパッティナム（またはネガパタム）、ポンディシェリ（オランダがフランスから支配権を獲得した1693年から1698年までの5年間）、プリカットでいくつかの造幣所を運営した。作られた貨幣はすべて現地の物をモデルにしている。

## ギャラリー

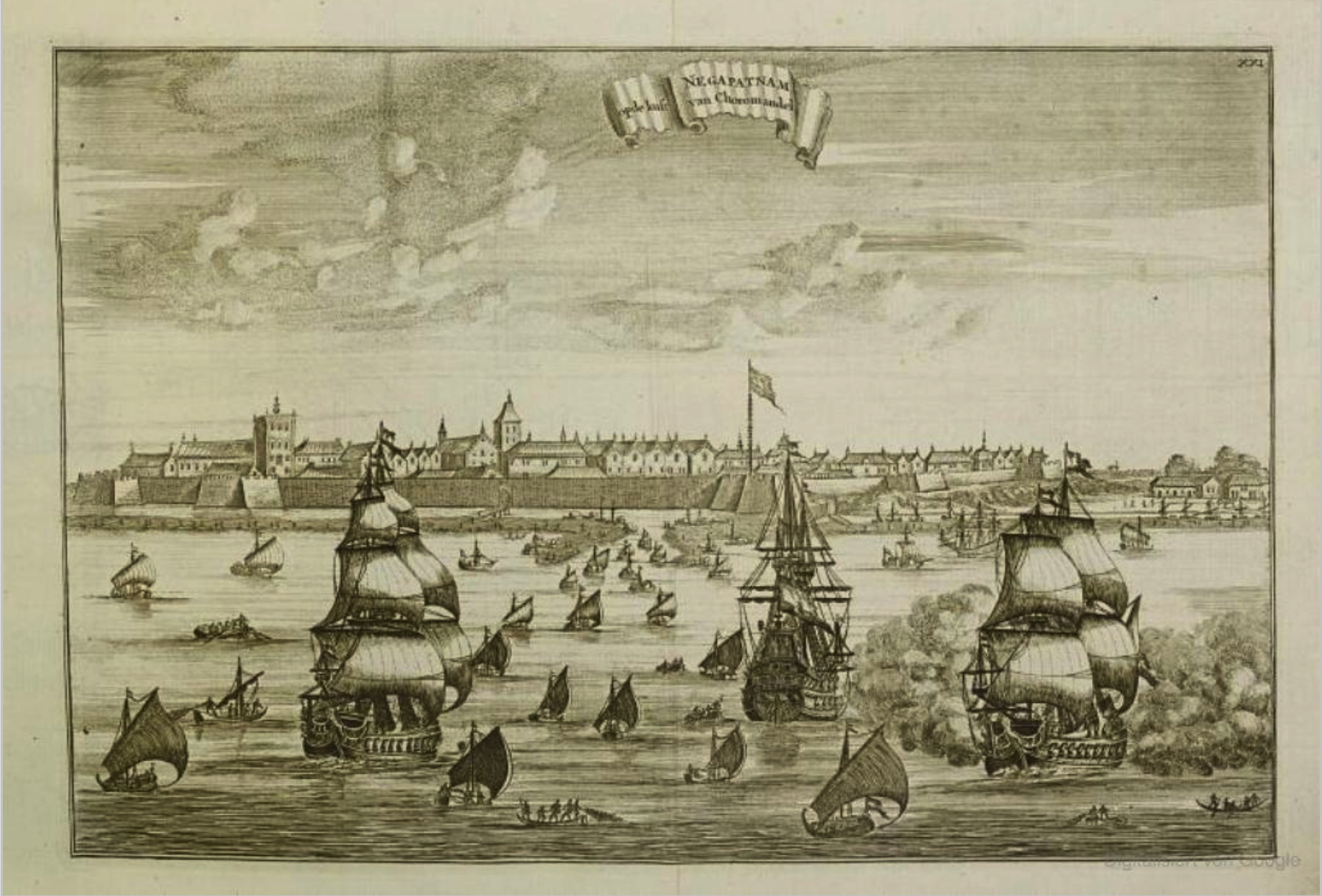
1680年頃、オランダ領コロマンデルのネガパトナムとオランダ商船。
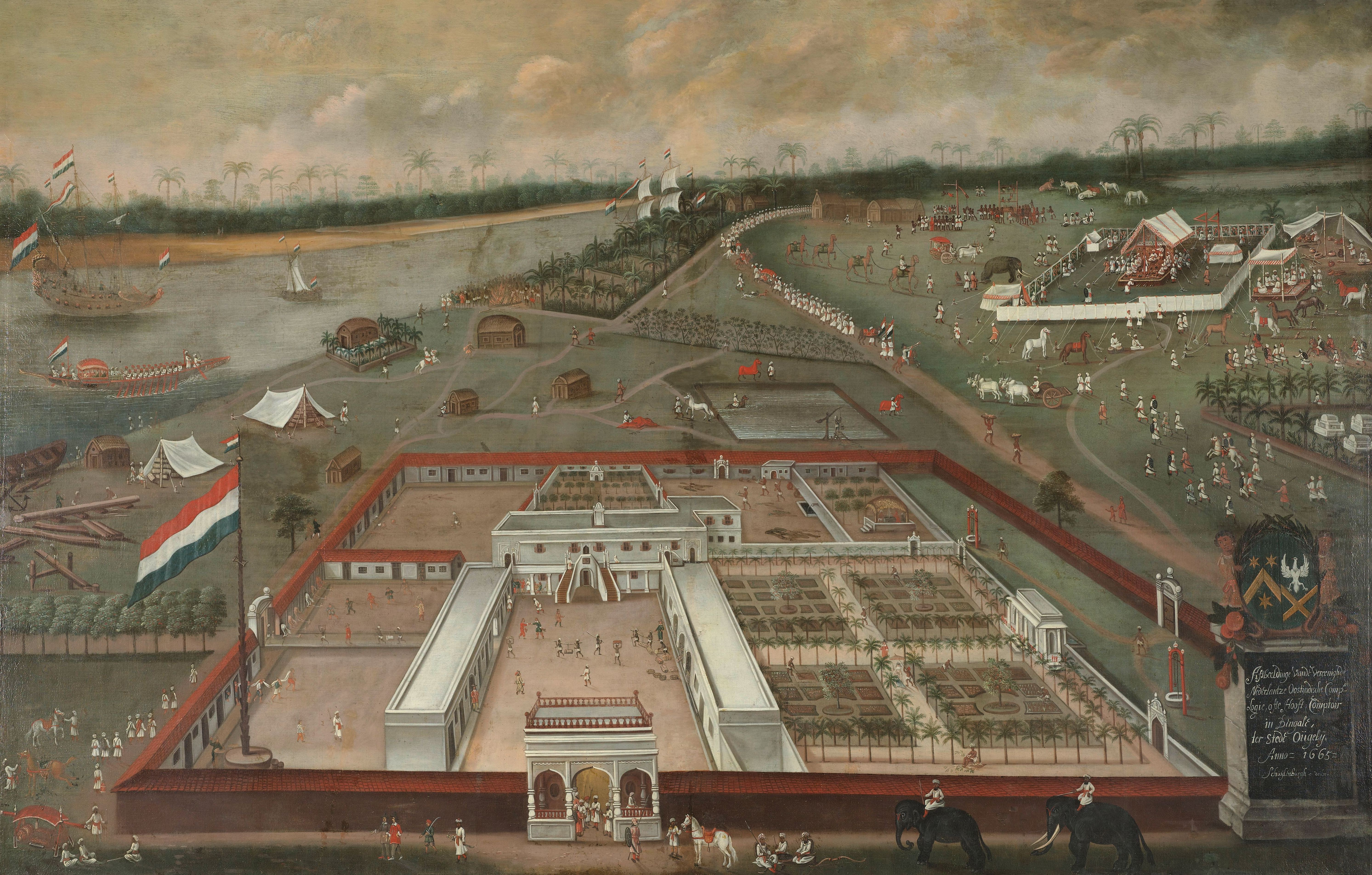
オランダ領ベンガル、 フーグリー商館。Hendrik van Schuylenburgh作、1665年。
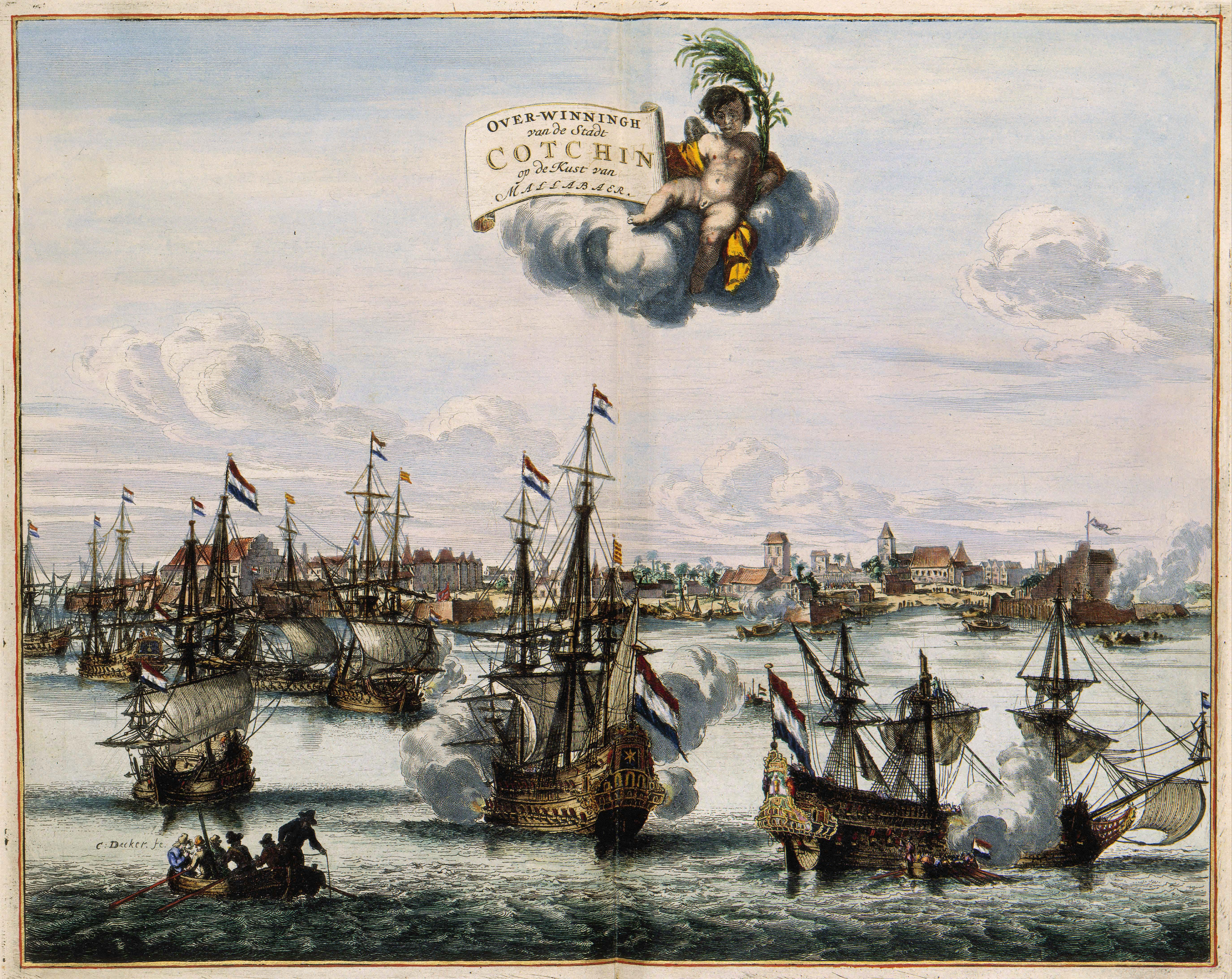
1663年にRijckloff van Goensがポルトガル支配下のコーチンを占領した。Atlasvander Hagen作、1682年。
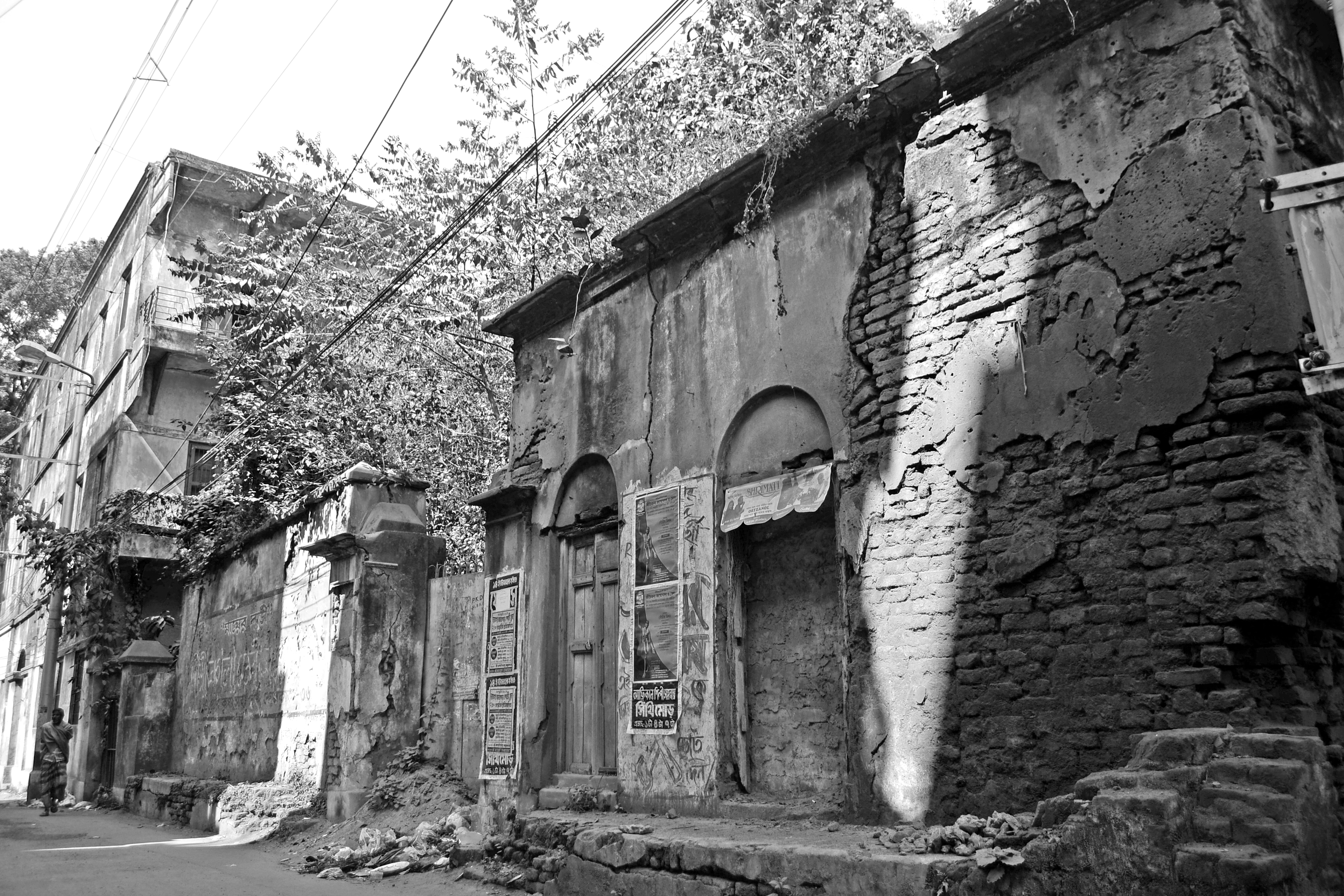
荒廃したオランダ時代の館。Baranagar（ベンガル）